# Музей Бейкера
Музей Бейкера (раніше Музей мистецтв Нейплс) є частиною кампусу Артіс-Неплс, розташованого за адресою 5833 бульвар Пелікан Бей, Нейплс, штат Флорида. У ньому розміщена різноманітна колекція мистецтва у 3-поверховій 2800 м² будівлі.
Постійні колекції включають американський модернізм, мексиканське мистецтво XX сторіччя, скульптуру та тривимірне мистецтво.